# Melchior Rantzius
Melchior Rantzius (Silèsia vers el 1570) fou un compositor que publicà les obres Musikalische Bergreyen in Contrapunto colorato, da der Tenor iníonirt ruil vier Slimmen (Nuremberg, 1602) i Farrago oiler Verynischung allerley Lied-er, da eine Slimme der andern allzeit respondirt, mil secks Slimmen (ibid., 1602).